# Сенка и кост (ТВ серија)
Сенка и кост (енгл. Shadow and Bone) је америчка фантастична стриминг телевизијска серија творца Ерика Хајсерера за Netflix чија је премијера била 23. априла 2021. године. Заснована је на две серије књига у Унниверзуму Гриша америчке ауторке Ли Бардуго: њеној трилогији, од којих је прва Сенка и кост (2012) и дуологији која почиње са романом Шест врана (2015). Свих осам епизода прве сезоне премијерно су приказане 21. априла 2021. године адаптирајући роман Сенка и кост и оригиналну причу која садржи Вране. Серија се приказује од 23. априла 2021. године у Србији на Netflix-у. У јуну 2021. године, серија је обновљена за другу сезона која ће се такође састојати од осам епизода.

## Радња
Мрачне силе уроте се против картографкиње без родитеља Алине Старков када ослободи изванредну моћ која може променити судбину њеном свету који је разорен од рата.

## Улоге и ликови

### Главне
| Глумац         | Улога                                   |
| -------------- | --------------------------------------- |
| Џеси Меј Ли    | Алина Старков                           |
| Арчи Рено      | Малјен „Мал” Оретсев                    |
| Фреди Картер   | Каз Брекер                              |
| Амита Суман    | Инеж Гафа                               |
| Кит Јанг       | Џеспер Фахи                             |
| Бен Барнс      | генерал Кириган / Александер / Дарклинг |
| Зои Вонамејкер | Багра                                   |

### Споредне
| Глумац           | Улога           |
| ---------------- | --------------- |
| Суџаја Дасгупта  | Зоја            |
| Симон Сирс       | Иван            |
| Хауард Чарлс     | Аркен           |
| Јулијан Костов   | Фјодор Камински |
| Данијел Галиган  | Нина Зеник      |
| Калахан Скогман  | Матијас         |
| Дејзи Хед        | Гења Сафин      |
| Кевин Елдон      | Апарат          |
| Џазмин Блекбороу | Мари            |
| Габријел Брукс   | Нађа            |
| Лук Паскалино    | Дејвид Костик   |

## Епизоде
| Бр. еп. | Наслов                      | Редитељ          | Teleplay by                    | Премијера       |
| --- | --------------------------- | ---------------- | ------------------------------ | --------------- |
| 1 | Оштар бљесак светла         | Ли Толанд Кригер | Ерик Хајсерер                  | 23. април 2021. |
| Не желећи се одвојити од Мала, Алина скује план да му се придружи на опасној експедицији кроз Набор. Каз следи траг у вези с уносним послом.                |                             |                  |                                |                 |
| 2 | Сви смо ми нечије чудовиште | Ли Толанд Кригер | Ерик Хајсерер                  | 23. април 2021. |
| Чином против волкри Алина привуче пажњу генерала Киригана. Каз наиђе на невољу током потраге за сигурним пролазом кроз Набор.                               |                             |                  |                                |                 |
| 3 | Стварање у средишту света   | Ден Љу           | Деган Фриклинд                 | 23. април 2021. |
| Смештена у раскоши међу гришама, Алина започне обуку. Вране (Каз, Инеј и Џеспер) припремају се за опасно путовање.                                          |                             |                  |                                |                 |
| 4 | Отказатсја                  | Ден Љу           | Ванја Ашер                     | 23. април 2021. |
| Док Алина стиче Кириганово поверење, Мал се добровољно пријави за опасну трагачку мисију, а Вране смишљају план провале у Малу палачу.                      |                             |                  |                                |                 |
| 5 | Покажи ми ко си             | Мејрзи Алмас     | М. Скот Вич и Ник Калбертон    | 23. април 2021. |
| Алина и Кириган све су повезанији док се краљевски гости окупљају ради њезина откривања. Мал донесе новости о јелену. Казов план зависи од скривених врата. |                             |                  |                                |                 |
| 6 | Срце је стрела              | Мејрзи Алмас     | Шели Милс                      | 23. април 2021. |
| Бесан због Призиватеља сунца, Кириган је у лову на информације. Алина добије помоћ кад јој је навише потребна. Нина се зближи с ловцем на грише.            |                             |                  |                                |                 |
| 7 | Неморе                      | Џереми Веб       | Кристина Стрејн                | 23. април 2021. |
| Јеленова судбина Алину доведе у немогућу ситуацију с Кириганом док на видело излази његова повезаност с Набором и моћи која стоји иза њега.                 |                             |                  |                                |                 |
| 8 | Без ожалошћених             | Џереми Веб       | Ерик Хајсерер и Деган Фриклинд | 23. април 2021. |
| У дубинама Набора Кириган покаже досег Алининих моћи, а Вране наиђу на слијепог путника усред потхвата о којем овиси све.                                   |                             |                  |                                |                 |